# Ronaldo Perim
Ronaldo Perim (Castelo, 24 de agosto de 1940 - São Paulo, 12 de maio de 2016) foi um político brasileiro. Foi Prefeito de Governador Valadares, deputado federal, secretário estadual de habitação do estado, vice-prefeito de Governador Valadares.
Ronaldo Perim estudou no Colégio Ibituruna, em Governador Valadares, onde cursou o segundo grau.

## Vida pessoal
Perim nasceu na cidade capixaba de Castelo, em 24 de agosto de 1940, sendo filho do empresário Antenor Geraldo Perim e de Zélia Costa Perim. Ronaldo Perim era divorciado e possuía quatro filhos.